# Chang Hao (natation artistique)
Pour les articles homonymes, voir Chang Hao.
Chang Hao (en chinois : 常昊), née le 28 avril 1997 à Pékin, est une nageuse artistique chinoise. Elle remporte la médaille d'or du ballet aux Jeux olympiques d'été de 2024 à Paris.